# تشانغ نا
تشانغ نا (19 أبريل 1980 في الصين - ) (بالصينية: 张娜) هي لاعبة كرة طائرة الصين في مركز ليبرو ‏. شاركت في الألعاب الأولمبية الصيفية 2008 ودورة الألعاب الآسيوية 2006 والألعاب الأولمبية الصيفية 2004.

## وصلات خارجية
- تشانغ نا على موقع أوليمبيديا (الإنجليزية)
- تشانغ نا على موقع اللجنة الأولمبية الصينية (الإنجليزية)